# 悪魔の申し子たち〜その歴史的集会より
『悪魔の申し子たち〜その歴史的集会より』（あくまのもうしごたち〜そのれきしてきしゅうかいより、原題：June 1, 1974）は、ケヴィン・エアーズ、ジョン・ケイル、イーノ、ニコが連名で1974年発表したライブ・アルバムである。
1974年6月1日にロンドンのレインボー・シアターで行なわれたコンサートの模様が収録された。

## 背景
エアーズは1974年5月に発表した最新ソロ・アルバム『夢博士の告白』でニコをゲストに迎えており、彼女にレインボー・シアターでの公演への出演を依頼した。最終的には彼女の紹介によりケイル、そしてケイルの紹介によりイーノも出演した。
かつてエアーズと共にソフト・マシーンで活動していたロバート・ワイアットがゲスト出演し、前年6月の事故で下半身不随になって以来、初めて公の場に現れた。またエアーズのバック・バンドThe Whole Worldでベースを担当した後、前年にアルバム『チューブラー・ベルズ』を発表して一躍有名になったマイク・オールドフィールドも出演した。オリー・ハルソール、ジョン・"ラビット"・バンドリック、アーチー・リジェット、エディ・スパロウは、エアーズのツアー・バンドThe Soporificsのメンバーである。
オリジナル・アルバムの片面には、イーノ、ケイル、ニコがリード・ボーカルを担当した曲が収録された。イーノの2曲はアルバム『ヒア・カム・ザ・ウォーム・ジェッツ』（1973年）の収録曲。ケイルがリード・ボーカルを担当した「ハートブレイク・ホテル」はエルヴィス・プレスリーのカヴァーで、彼は後にソロ・アルバム『スロウ・ダズル』（1975年）でも同曲を取り上げた。唯一ニコが出演した「ジ・エンド」はドアーズのカヴァーで、彼女はこのコンサートの前にケイルをプロヂューサーに迎えて制作したソロ・アルバム『ジ・エンド』で同曲を録音している。もう片面にはエアーズがリード・ボーカルを担当した5曲が収録された。
プロデューサーを務めたリチャード・ウィリアムスは元『メロディ・メイカー』の記者で、当時アイランド・レコードのA&Rに所属してエアーズとケイルの契約を結んだ人物である。

## 評価
Ned Raggettはオールミュージックにおいて5点満点中3点を付け、アルバムの前半に関して「真の傑作」と評する一方、エアーズ主導の後半に関しては「"Two Goes into Four"の魅力的でドラマティックな演奏を除けば、メロウなギターと大麻を思わせるダラダラとしたグルーヴが少々目立つ」と評している。また、ロバート・クリストガウは本作にBプラスを付け「片面にはエアーズの愛らしくエキセントリックな曲が収録され、もう片面ではイーノが自作を大声（悪魔的な金切り声）で歌い、ケイルがエルヴィス・プレスリーの曲を大声（オオカミのごとき咆哮）で歌い、さらにニコも"The End"を歌っている」と評している。

## 収録曲
特記なき楽曲はケヴィン・エアーズ作。
1. ドライヴィング・ミー・バックワーズ - "Driving Me Backwards" (Eno) - 6:06
2. ベイビーズ・オン・ファイアー - "Baby's on Fire" (Eno) - 3:53
3. ハートブレイク・ホテル - "Heartbreak Hotel" (Mae Axton, Tommy Durden, Elvis Presley) - 5:19
4. ジ・エンド - "The End" (The Doors) - 9:14
5. メイ・アイ? - "May I?" - 5:30
6. シャウティング・イン・ア・バケット・ブルース - "Shouting in a Bucket Blues" - 5:07
7. ストレンジャー・イン・ブルー・スエード・シューズ - "Stranger in Blue Suede Shoes" - 3:27
8. エヴリボディズ・サムタイム・アンド・サム・ピープルズ・オール・ザ・タイム・ブルース - "Everybody's Sometime and Some People's All the Time Blues" - 4:34
9. トゥー・ゴーズ・イントゥ・フォー - "Two Goes into Four" - 2:40

## 参加ミュージシャン
- ブライアン・イーノ - ボーカル（#1、#2）、シンセサイザー（#1、#2、#3、#4、#9）
- ジョン・ケイル - ボーカル（#3）、ヴィオラ（#1、#9）、ピアノ（#2）
- ニコ - ボーカル、ハーモニウム（#4）
- ケヴィン・エアーズ - ボーカル（#5、#6、#7、#8、#9）、ベース（#1、#2）、エレクトリック・ギター（#5、#6、#7、#8）、アコースティック・ギター（#9）
- オリー・ハルソール - ピアノ（#1）、エレクトリック・ギター（#2、#3、#5、#6、#7、#8）、アコースティック・ギター（#9）
- マイク・オールドフィールド - エレクトリック・ギター（#8）、アコースティック・ギター（#9）
- ジョン・"ラビット"・バンドリック - オルガン（#4を除く全曲）、ピアノ（#5、#6、#7）、エレクトリックピアノ（#5、#6、#7）
- アーチー・リジェット - ベース（#1、#2、#3、#5、#6、#7、#9）
- エディ・スパロウ - バスドラム（#1)、ドラムス（#2、#3、#5、#6、#7）、ティンパニ（#9）
- ロバート・ワイアット - パーカッション（#1、#2、#3、#5、#6、#7、#9）
- ドリーン・チャンター、アイリーン・チャンター、リザ・ストライク[9] - バッキング・ボーカル（#3）